# Straja (Lipkovo)
Straja ou Straža (en macédonien Стража, en albanais Strazha) est un village du nord de la Macédoine du Nord, situé dans la municipalité de Lipkovo. Le village ne comptait aucun habitant en 2002. Il est traditionnellement albanais.
À l’heure d’ aujourd’hui il y a énormément de famille qui ont construis des maisons et des Villas là bas , de nos jours la famille Sulejmani est celle qui habitent le + et qui fait les règles la bas